# Chaetotheresia crassa
Chaetotheresia crassa är en tvåvingeart som först beskrevs av Christian Rudolph Wilhelm Wiedemann 1830.  Chaetotheresia crassa ingår i släktet Chaetotheresia och familjen parasitflugor. Inga underarter finns listade i Catalogue of Life.